# Алтисимо
Алтѝсимо (на италиански: Altissimo; на венециански: Altìsimo, Алтисимо) е село и община в Северна Италия, провинция Виченца, регион Венето. Разположено е на 672 m надморска височина. Населението на общината е 2230 души (към 2015 г.).